# 두포우르슈피츠
두포우르슈피츠(독일어: Dufourspitze, 프랑스어: Pointe Dufour, 이탈리아어: Punta Dufour)는 이탈리아 및 스위스 국경에 있는 몬테로사산의 최고봉이다. 봉우리는 스위스령에 속한다. 두포우르슈피츠는 스위스와 페나인 알프스에서 가장 높은 산봉우리이며, 알프스와 서유럽에서 몽블랑 다음으로 두 번째로 높은 산 이기도 하다 . 스위스 (발레주)와 이탈리아 (피에몬테주와 발레다오스타주) 사이에 위치해 있다. 봉우리 자체는 완전히 스위스에 있다.
19세기 초에 시작된 긴 일련의 시도 끝에, 당시에는 여전히 회히스트 슈피츠(Höchste Spitze, 최고봉)라고 불리는 몬테로사의 정상은 1855년 스위스 국가 기념일인 8월 1일에 체르마트에서 출발한 일행에 의해 처음으로 등정이 이뤄졌다. 마트호이스와 요하네스 춤타우크발트, 울리히 라우에너, 크리스토퍼와 제임스 스미스, 챨스 허드슨, 존 버크벡, 에드워드 슈테픈슨 등 3명의 가이드가 이끄는 8명의 등반가 파티였다.

## 명명
이 봉우리는 두포우르슈피츠(독일어로는 Dufour Peak, 프랑스어 : Pointe Dufour, 이탈리아어 : Punta Dufour)라는 이름으로 구별된다. 이것은 1863년 1월 28일 연방 의회가 기욤 앙리 뒤푸르를 기리기 위해 산의 이름을 바꾸기로 결정하기 전에 스위스 지도에 표시된 이전 이름 회히스트 슈피츠(Höchste Spitze, 최고봉)를 대체했다. 뒤푸르는 스위스 엔지니어, 지형학자, 적십자 공동 창립자이자, 존더분트 작전을 이끌었던 육군 장군이었다. 이 결정은 뒤푸르의 지휘하에 작성된 일련의 군사 지형도인 뒤푸르 지도의 완성에 따른 것이다.
두포우르슈피츠에서 동쪽으로 단 80m 떨어진 지점인 뒤낭슈피츠는 적십자의 주요 설립자인 앙리 뒤낭을 기리기 위해 2014년에 이름이 변경되었다.

## 고도
몬테로사의 두포우르슈피츠는 발레주와 스위스에서 가장 높은 지점이지만, 핀스터아어호른에 속하거나 가장 외딴 지역은 피츠 베르니나에 속하는 지역으로 가장 눈에 띄지 않는다. 스위스 국가 지도는 정상의 고도가 4,634.0m이며, 스위스의 가장 낮은 지점인 마조레 호수를 기준으로 4,441m 위에 있다. 몬테로사가 잘 보이는 이탈리아 북부 평원과 정상 사이의 고저차는 4,500m가 넘는다. 몬테로사는 2,165m의 지형적 돌출부를 가지고 있으며, 그랑 생베르나르 고개는 그와 알프스의 정점 사이의 가장 낮은 기둥이다. 이탈리아와 스위스의 대학 지도 제작 사무소와 TOWER(Top of the World Elevations Remeasurement) 프로젝트의 일부가 포함된 2000년 조사는 몬테로사의 보다 정확한 고도를 기록하기 위해 이루어졌다. 그 결과 이탈리아 측에서 4,635.25m, 스위스 측에서 4,634.97m의 오차 범위가 0.1m였다. 몬테로사는 발레주가 스위스 연방에 가입한 1815년에 핀스터아어호른의 뒤를 이어 스위스의 최고봉으로 등극했다.
| 1796 (소쉬르의 알프스 여행) | 1862 (뒤루프 지도) | 1941 (지크프리트 지도) | 1977 (전국 지도) | 2000 (TOWER) | 2009 (N. M.) |
| --------------------------- | ------------------ | ---------------------- | ---------------- | ------------ | ------------ |
| 4,736 m (2430 T)            | 4,638 m            | 4,634.0 m              | 4,633.9 m        | 4,634.97 m   | 4,634.0 m    |

몬테로사 정상에서는 지중해가 중간에 끼어 있는 산 때문에 거의 보이지 않지만, 남쪽으로는 아펜니노산맥, 코르시카산맥, 마리타임 알프스가 펼쳐진다. 북쪽에서 전망은 쥐라산맥과 더 멀리 보주산맥까지 확장되며, 스위스고원은 대부분 베른 알프스의 높은 산맥에 의해 가려져 있다.
|  |  |  |